# Knyllerflakan
Knyllerflakan är en klippa i Finland.   Den ligger i kommunen Hangö i den ekonomiska regionen  Raseborg  och landskapet Nyland, i den södra delen av landet, 130 km väster om huvudstaden Helsingfors.
Terrängen runt Knyllerflakan är mycket platt.  Närmaste större samhälle är Hangö, 11,4 km nordost om Knyllerflakan. 